# Диас, Нельсон
Не́льсон Ди́ас Мармоле́хо (исп. Nelson Díaz Marmolejo, 12 января 1942, Монтевидео — 4 декабря 2018) — уругвайский футболист, игравший на позиции защитника. Выступал, в частности, за клубы «Пеньяроль» и «Атлетико Хуниор». Участник чемпионата мира 1966 года в составе национальную сборную Уругвая.
Двухкратный чемпион Уругвая. Обладатель Кубка Либертадорес и Межконтинентального кубка.

## Клубная карьера
Футбольную карьеру начал в составе клуба «Монтевидео Уондерерс». В 1962 году стал чемпионом второго дивизиона Уругвая. Своей игрой за эту команду привлёк внимание представителей тренерского штаба клуба «Пеньяроль», к которому присоединился в 1965 году. Отыграл за команду из Монтевидео следующие два сезона своей игровой карьеры. В 1965 и 1967 годах «Пеньяроль» выиграл чемпионат Уругвая. В мае 1966 года вместе со своей командой, под руководством Роке Масполи, обыграл в финале Кубка Либертадорес аргентинский «Ривер Плейт». Диас выходил в стартовом составе уругвайского клуба во всех трёх финальных матчах. В октябре 1966 года команда также стала обладателем Межконтинентального кубка, обыграв по сумме двух матчей мадридский «Реал» со счётом 4:0, хотя сам Диас и не вышел на поле. В 1967 году подписал контракт с клубом «Атлетико Хуниор», в составе которого провёл следующие два года своей игровой карьеры. Большую часть времени, проведённого в составе «Атлетико Хуниора», был основным игроком защиты команды.
Впоследствии с 1969 по 1973 год играл в составе команд «Мильонариос», «Уракан Бусео», «Ирапуато» и «Эмелек». Завершил карьеру игрока в команде «Атлетико Риобамба», за которую выступал в 1974 году.

## Карьера в сборной
26 апреля 1964 года дебютировал в официальных матчах в составе национальной сборной Уругвая в товарищеской игре против Марокко (1:0). Был включён в заявку на чемпионат мира 1966 года в Англии, но на турнире не сыграл ни одного матча. Последний матч за сборную провёл 23 июня 1966 года против Испании (1:1).
В течение карьеры в национальной команде, которая длилась 3 года, провёл в её форме 8 матчей.
Диас умер от сердечного приступа 4 декабря 2018 года в возрасте 76 лет.

## Достижения
«Пеньяроль»
- Чемпион Уругвая (2): 1965, 1967
- Обладатель Кубка Либертадорес: 1966
- Обладатель Межконтинентального кубка: 1966